# エコタウンしながわ
エコタウンしながわは、東京都品川区における環境活動を行う特定非営利活動法人である。

## 概要
エコタウンしながわは、2005年に、品川区の区民、事業者、関連する団体、自治体との協働による環境活動を通じて地域社会への貢献、ならびに、持続可能な社会の実現へ寄与することを目的として設立された。

## 主な事業
- 品川区環境情報活動センターの運営
環境学習講座による環境教育の普及ならびに環境記者制度による情報発信を行う。[2]。
- リサイクルショップ「リボン」の運営
品川区内の大井町店、旗の台店において、洋服、家具などの買い取り、委託販売を行う。[3]。

- エコアクション21の支援活動
品川区内の事業者へ環境マネジメントシステムエコアクション21の認証、登録の支援活動を行う。
- 環境教育の啓蒙活動
品川区内の小学校への出前授業ならびに環境ワークショップの開催、運営を行う。
- 品川区とのパートナー活動
品川区の開催行事ならびに計画立案などの委員会への参加を行う。

## 組織体制
- 理事長 : 山際康之
- 副理事長 : 大島正幸、森田守
- 理事 : 金澤紀秋、佐藤清隆
- 監事 : 永尾章二、和田寛

## 過去の理事長
- 2005年 - 2007年　福岡克也 [4]
立正大学 教授　　2010年瑞宝中綬章受章
- 2007年 - 現在　山際康之 [5]
東京造形大学 教授・東京造形大学学校法人桑沢学園理事・評議員

役職は就任当時のもの

## 所在地
- エコタウンしながわ
〒140-8715　東京都品川区広町2-1-36　品川区役所第三庁舎3階　品川区環境情報活動センター内
- リサイクルショップ「リボン」大井町店
〒140-8715　東京都品川区広町2-1-36　品川区役所第三庁舎2階
- リサイクルショップ「リボン」旗の台店
〒142-0064　東京都品川旗の台5-13-9